# Mirosław Rybaczewski
Mirosław Rybaczewski (ur. 8 lipca 1952 w Warszawie) – polski siatkarz, reprezentant kraju, mistrz świata z Meksyku (1974) i mistrz olimpijski z Montrealu (1976).

## Życiorys
Absolwent olsztyńskiej Akademii Rolniczo-Technicznej.
Wychowanek MKS MDK Warszawa (1968–1971), ale wszystkie krajowe siatkarskie zaszczyty zdobył w AZS Olsztyn 1972–1982.
3-krotny mistrz Polski (1973, 1976, 1978), 3-krotny wicemistrz (1974, 1977, 1980), 2-krotny brązowy medalista MP (1975, 1982) i 2-krotny zdobywca Pucharu Polski (1972, 1982), a także finalista (2 m.) PEZP w sezonie 1977/78.
Po zakończeniu gry w Polsce (1982) – zawodnik i trener klubu ASBF w Miluzie.
167-krotny reprezentant Polski (1973–1980). Zdobył wicemistrzostwo Europy juniorów w Barcelonie w 1971 roku. Grał na MŚ w Meksyku (1974) i na igrzyskach w Montrealu w (1976) roku. 2-krotny uczestnik Pucharu Świata: 1973 (Praga) – 2 m. i 1977 (Tokio) – 4 m. Srebrny medalista ME w Belgradzie (1975).
Najlepszy siatkarz Polski w klasyfikacji „PS” (1976). Odznaczony m.in. dwukrotnie złotym Medalem za Wybitne Osiągnięcia Sportowe i Złotym Krzyżem Zasługi.
Jego córka, Anna Rybaczewski, również jest siatkarką, reprezentantką Francji, gdzie pełni funkcję kapitana drużyny.
Został wybrany najlepszym siatkarzem w historii AZS-u Olsztyn.
10 lipca 2021 wicepremier Jarosław Gowin podczas 18 Memoriał Huberta Jerzego Wagnera wręczył kadrowiczom drużyny Huberta Wagnera Medal 100-lecia Odzyskania Niepodległości